# Everlasting Love (Folderの曲)
「Everlasting Love」（エヴァーラスティング ラブ）は、日本の歌手グループFolderの7枚目のシングルである。ただし名義は「Folder featuring Daichi」となっている。1999年12月15日に発売された。発売元はavex tune。

## 解説
- Folderとしては前作から3ヶ月ぶりとなるシングル。
- 名義が「Folder featuring Daichi」となっており、A面曲は楽曲・ミュージックビデオ共にDaichi（三浦大地、現三浦大知）のソロとなっている。三浦大地のソロシングルとしては、「Big heart〜ミクロマンのテーマ〜」に次ぐ作品である。
- 本作から変声期を迎えて声色が低くなり、オリジナル曲の前シングル「Glory Glory」までとは一転し、タイトル通り永久に続く恋をテーマとした大人めいた歌詞のバラードとなっている。
- タイトル曲のミュージックビデオはコンプリートBOX『Folder+Folder 5 COMPLETE BOX』（2003年）に収録された。
- 三浦大知として活動再開した2004年から2005年にかけて、ライブで「Everlasting Love」を歌唱していた。

## 収録曲
1. Everlasting Love
（作詞・作曲・編曲：小森田実）
  - ヴォーカル：Daichi
2. Reality
（作詞・作曲・編曲：小森田実）
  - ヴォーカル：Daichi
3. YOU MAKE ME FEEL BRAND NEW
（作詞・作曲：Thomas Randolph Bell、Linda Creed　編曲：大槻英宣）
  - スタイリスティックスの「誓い」(You Make Me Feel Brand New)のカヴァー。
  - ヴォーカル：Daichi、AKINA
4. Everlasting Love - English Version-
（作詞：小森田実　訳詞：Megmity　作曲・編曲：小森田実）
  - ヴォーカル：Daichi

## 収録アルバム
- オリジナル『7 SOUL』（2000年3月23日）
（「Everlasting Love (ジャパニーズ・ヴァージョン)」、「Everlasting Love (イングリッシュ・ヴァージョン〜P.K.G MIX)」として）
- シングル集CD『Folder+Folder 5 SINGLE COLLECTION and more』（2003年6月25日）（AVCT-10131）
- コンプリートBOX『Folder+Folder 5 COMPLETE BOX』（2003年6月25日）（AVBT-91021〜3/B〜F）

## カヴァー
- 三浦大知が「Everlasting Love 2007」（2007年8月25日、モバイル配信）としてセルフカヴァー。